# Amphiporus binarius
Amphiporus binarius är en djurart som tillhör fylumet slemmaskar, och som beskrevs av Korotkevich 1978. Amphiporus binarius ingår i släktet Amphiporus och familjen Amphiporidae. Inga underarter finns listade i Catalogue of Life.